# Mirosław Nahacz
Mirosław Nahacz (9. September 1984 in Gładyszów, Landkreis Gorlice – 24. Juli 2007 in Warschau) war ein polnischer Schriftsteller.
Nahacz studierte Kulturwissenschaften an der Universität Warschau. Mit 18 Jahren (2003) legte er seinen ersten Roman Osiem cztery vor (dt. Acht vier); jeweils im Jahresabstand folgten die beiden Romane Bombel (dt. 2008) und Bocian i Lola (dt. Bocian und Lola). Danach trat Nahacz (in den Magazinen Filipinka und Lampa) als Essayist in Erscheinung. Nahacz’ literarischer Entdecker war Andrzej Stasiuk.
Im Juli 2007 verübte Nahacz im Alter von 22 Jahren Suizid. Sein Roman Niezwykłe przygody Roberta Robura erschien postum 2009.

## Auszeichnungen
Preisträger der Literaturstiftung von Natalia Gall und Ryszard Pollak (2003)

## Werke
- Osiem cztery, Roman. Czarne 2003, ISBN 83-87391-75-1
- Bombel, Roman. Czarne 2004, ISBN 83-87391-94-8
  - dt.: Bombel, Roman. Aus d. Poln. von Renate Schmidgall. weissbooks.w, Frankfurt am Main 2008, ISBN 978-3-940888-30-3
- Bocian i Lola, Roman. Czarne 2005, ISBN 83-89755-31-9
- Niezwykłe przygody Roberta Robura, Roman, Prószyński i S-ka 2009, ISBN 978-83-7648-016-9